# Долгов, Олег Анатольевич
Оле́г Анато́льевич Долго́в (род. 6 января 1972, Брянск) — российский оперный певец (тенор), солист Большого театра (с 2014 года), Заслуженный артист Российской Федерации (2022).

## Биография
Олег Долгов родился в Брянске, с ранних лет проявил способности к живописи, посещал художественную школу и поступил в Брянское художественное училище, которое окончил в 1992 году.
С 1993 по 1998 год обучался в Московском Академическом музыкальном училище, после окончания которого поступил в Московскую консерваторию — окончил в 2004 году (класс профессора Е. Г. Кибкало).
С 1995 года работал в ГАСК России, являясь солистом Капеллы.
С 2004 по 2007 год проходил обучение в Центре оперного пения Галины Вишневской.
С 2008 года являлся приглашенным солистом Большого театра, где дебютировал в опере П. И. Чайковского «Иоланта», исполнив партию Водемона.
С 2012 по 2014 год — солист театра Новая Опера.
В 2014 году стал солистом оперной труппы Большого театра.

## Репертуар
- Альфред — «Травиата» Дж. Верди
- Андрей – «Мазепа» П. И. Чайковский
- Вакула — «Ночь перед Рождеством» Н. Римский-Корсаков
- Водемон — «Иоланта» П. И. Чайковский
- Герман — «Пиковая дама» П. И. Чайковский
- Герцог — «Риголетто» Дж. Верди
- Дед Мороз – «Снегурочка» П. И. Чайковский
- Де Грие – «Манон Леско» Дж. Пуччини
- Дон Альваро — «Сила судьбы» Дж. Верди
- Дон Карлос — «Дон Карлос» Дж. Верди
- Измаил — «Набукко» Дж. Верди
- Ихарев — «Игроки» Д. Д. Шостакович
- Карл VII — «Орлеанская дева» П. И. Чайковский
- Княжич Юрий — «Чародейка» П. И. Чайковский
- Ленский — «Евгений Онегин» П. И. Чайковский
- Лыков — «Царская невеста» Н. А. Римский-Корсаков
- Манрико — «Трубадур» Дж. Верди
- Марио Каварадосси – «Тоска» Дж. Пуччини
- Молодой цыган — «Алеко» С. В. Рахманинов
- Морис Саксонский – «Адриана Лекуврёр» Ф. Чилеа
- Пастух — «Царь Эдип» И. Ф. Стравинский
- Принц – «Русалка» А. Дворжак
- Пьер Безухов — «Война и мир» С. С. Прокофьева
- Радамес — «Аида» Дж. Верди
- Раймонд — «Орлеанская дева» П. И. Чайковский
- Риккардо — «Бал-маскарад» Дж. Верди
- Рудольф — «Луиза Миллер» Дж. Верди
- Самозванец — «Борис Годунов» М. П. Мусоргский
- Семён Котко — «Семён Котко» С. С. Прокофьев
- Сергей — «Катерина Измайлова» Д. Д. Шостакович
- Собинин — «Жизнь за царя» М. И. Глинка
- Тенор I — «Байка про лису, петуха, кота да барана» И. Ф. Стравинский
- Туча — «Псковитянка» Н. А. Римский-Корсаков
- Фёдор Елецкий — «Легенда о граде Ельце, деве Марии и Тамерлане» А. В. Чайковский
- Хозе — «Кармен» Ж. Бизе
- Партия тенора в поэме «Колокола» для оркестра, хора и солистов С. В. Рахманинова
- Реквием Дж. Верди, партия тенора
- Камерный репертуар певца включает в себя произведения русских и зарубежных композиторов, а также «Месса си минор» И. С. Баха; Реквием и «Месса до минор» В. А. Моцарта; Симфония № 9 Л. ван Бетховена; «Маленькая торжественная месса» и Stabat Mater Дж. Россини; «Нельсон-месса» и «Семь последних слов Спасителя на кресте» Й. Гайдна; Реквием и Stabat Mater А. Дворжака; Реквием А. Брукнера; Симфония № 6 Ф. Шуберта; «Ромео и Юлия» Г. Берлиоза; «Немецкий реквием» И. Брамса; Реквием, Симфония № 2 и кантата «История доктора Иоганна Фауста» А. Шнитке; Реквием С. Беринского.

Сотрудничает с такими дирижерами, как Туган Сохиев, Валерий Полянский, Владимир Федосеев, Геннадий Рождественский, Александр Ведерников, Марис Янсонс, Владимир Юровский и др.

### Участие в постановкахЦентра оперного пения Галины Вишневской
- Водемон (дебют 2006) — «Иоланта» П. И. Чайковский
- Хозе (дебют 2007) — «Кармен» Ж. Бизе
- Герцог (дебют 2009) — «Риголетто» Дж. Верди
- Самозванец (дебют 2011) — «Борис Годунов» М. П. Мусоргский

После окончания учебы в Центре оперного пения принимает участие в концертных программах и оперных постановках Центра.

### Участие в концертных исполнениях опер
В 2000 году принимал участие в российской премьере оперы А. Шнитке «Джезуальдо» (дирижёр Валерий Полянский).
- Афанасий Иванович, попович — «Сорочинская ярмарка» М. П. Мусоргский (с ГАСК России, дирижёр Валерий Полянский, 2002 г.)
- Делил — «Жанна д’Арк» Дж. Верди (с ГСКА России в БЗК, дирижёр Валерий Полянский, 2005 г.)
- Дьяк — «Ночь перед Рождеством» Н. А. Римский-Корсаков (с ГАСК России в БЗК, дирижёр Валерий Полянский, 2007 г.)
- Школьный учитель — «Черевички» П. И. Чайковский (с ГАСК России в БЗК, дирижёр Валерий Полянский, 2008 г.)
- Трике — «Евгений Онегин» П. И. Чайковский (с ГСКА России в БЗК, дирижёр Валерий Полянский, 2009 г.)
- Грицько — «Сорочинская ярмарка» М. П. Мусоргский (с ГАСК России в КЗЧ, дирижёр Валерий Полянский, 2009 г.)
- Водемон — «Иоланта» П. И. Чайковский (с БСО им. П. И. Чайковского, дирижёр Владимир Федосеев, Токио 2009 г.)
- Рудольф — «Луиза Миллер» Дж. Верди (с ГАСК России в ММДМ (Светлановский зал), дирижёр Валерий Полянский, 2010 г.)
- Вакула — «Ночь перед Рождеством» Н. А. Римский-Корсаков (с ГАСК России в ММДМ (Светлановский зал), дирижёр Валерий Полянский, 2010 г.)
- Фёдор Елецкий — «Легенда о граде Ельце, деве Марии и Тамерлане» А. В. Чайковский (с ГСКА России в КЗЧ, дирижёр Валерий Полянский, 2011 г.)
- Герцог — «Риголетто» Дж. Верди (с ГСКА России в КЗЧ, дирижёр Валерий Полянский, 2012 г.)
- Дон Альваро — «Сила судьбы» Дж. Верди (с ГСКА России в КЗЧ, дирижёр Валерий Полянский, 2012 г.)
- Рыбак — «Соловей» И. Ф. Стравинский (в КЗЧ, дирижёр Мариус Стравинский, 2012)
- Риккаордо — «Бал-маскарад» Дж. Верди (с ГСКА России, дирижёр Валерий Полянский, 2013 г.)
- Радамес — «Аида» Дж. Верди (с ГСКА России в КЗЧ, дирижёр Валерий Полянский, 2013 г.)
- Собинин — «Жизнь за царя» М. И. Глинка (с ГСКА России, дирижёр Валерий Полянский, 2013 г.)
- Рауль — «Фиалка Монмартра» И. Кальман (с ГСКА России в БЗК, дирижёр Валерий Полянский, 2014 г.)
- Дон Карлос — «Дон Карлос» Дж. Верди (с ГСКА России в КЗЧ, дирижёр Валерий Полянский, 2014 г.)
- Семён Котко — «Семён Котко» С. С. Прокофьев (с ГСКА России в КЗЧ, дирижёр Валерий Полянский, 2014 г.)
- Карл IV — «Орлеанская дева» П. И. Чайковский (Большой Театр, дирижёр Туган Сохиев, 2014 г.)
- Марчелло — «Богема» Р. Леонкавалло (с ГСКА России в КЗЧ, дирижёр Валерий Полянский, 2015 г.)
- Манрико — «Трубадур» Дж. Верди (с ГСКА России в КЗЧ, дирижёр Валерий Полянский, 2015 г.)
- Герман — «Пиковая дама» П. И. Чайковский (с ГСКА России в БЗК, дирижёр Валерий Полянский, 2015 г.)
- Водемон — «Иоланта» П. И. Чайковский (Пражская государственная опера, 2016 г.)
- Семён Котко — «Семён Котко» С. С. Прокофьев (Консертгебау (Амстердам), дирижёр Владимир Юровский, 2016 г.)
- Карл VII — «Орлеанская дева» П. И. Чайковский (Филармония 2, дирижёр Туган Сохиев, 2017 г.)
- Туча — «Псковитянка» Н. А. Римский-Корсаков  (Большой Театр, дирижёр Туган Сохиев, 2017 г.)
- Фёдор Елецкий — «Легенда о граде Ельце, деве Марии и Тамерлане» А. В. Чайковский (с Липецким симфоническим оркестром в ММДМ, дирижёр Константин Барков, 2017 г.)
- Манрико — «Трубадур» Дж. Верди  (Большой Театр, дирижёр Жорди Бернасер, март 2023)

### Участие в постановках Большого театра
- Водемон (дебют 2008) — «Иоланта» П. И. Чайковский
- Лыков (дебют 2009) — «Царская невеста» Н. А. Римский-Корсаков
- Княжич Юрий (дебют 2014) — «Чародейка» П. И. Чайковский
- Карл VII (дебют 2014) — «Орлеанская дева» П. И. Чайковский
- Дон Карлос (дебют 2014) — «Дон Карлос» Дж. Верди
- Альфред (дебют 2014) — «Травиата» Дж. Верди
- Хозе (дебют 2015) — «Кармен» Ж. Бизе
- Тенор I (дебют 2015) — «Байка про лису, петуха, кота да барана» И. Стравинского — спектакль «Байки о Лисе, Утенке и Балде»
- Сергей (дебют 2016) — «Катерина Измайлова» Д. Д. Шостакович
- Самозванец (дебют 2016) — «Борис Годунов» М. П. Мусоргский
- Герман (дебют 2018) — «Пиковая дама» П. И. Чайковский
- Ричард (дебют 2018) – «Бал-маскарад» Дж. Верди
- Принц (дебют и первое исполнение в Большом театре 2019) – «Русалка» А. Дворжак
- Де Грие (дебют 2020) – «Манон Леско» Дж. Пуччини
- Марио Каварадосси (дебют 2021) - «Тоска» Дж. Пуччини
- Андрей (дебют 2021) - «Мазепа» П. И. Чайковский
- Морис Саксонский (дебют 2023) – «Адриана Лекуврёр» Ф. Чилеа
- Дед Мороз (дебют 2024) – «Снегурочка» П. И. Чайковский (совместная постановка Большого и Малого театров).

### Гастроли
На фестивале в Сполето (Италия) принял участие в постановках опер «Война и мир» С. С. Прокофьева и «Лоенгрин» Р. Вагнера (1999 и 2003 гг.), а также в опере «Черевички» в театре Ла Скала (2005 г.).
| Год  | Город/Театр | Произведение                                                                                   | Партия             |
| ---- | --- | ---------------------------------------------------------------------------------------------- | ------------------ |
| 2006 | The Holland Festival (Амстердам); при участии Капеллы Амстердама и Гаагского резиденц-оркестра / дирижёр Мартин Браббинс) | «Игороки» и «Большая молния» (по мотивам нескольких сочинений Д. Д. Шостаковича)               | Ихарев/ Архитектор |
| 2006 | Фестиваль М. Л. Ростроповича к 100-летию Д. Д. Шостаковича (Баку)                                                         | вокальный цикл «Из еврейской народной поэзии» Д. Д. Шостаковича                                | солист             |
| 2006 | Международный фестиваль искусств имени Сахарова (Нижний Новгород)                                                         | вокальный цикл «Из еврейской народной поэзии» Д. Шостаковича                                   | солист             |
| 2008 | Клайпедский музыкальный театр (Литва)                                                                                     | «Кармен» Ж. Бизе                                                                               | Хозе               |
| 2008 | Мексика | «Кармен» Ж. Бизе                                                                               | Хозе               |
| 2009 | Токио | «Иоланта» (концертное исполнение) с БСО им. П. И. Чайковского / дирижёр Владимира Федосеева    | Водемон            |
| 2009 | Краснодарский музыкальный театр                                                                                           | «Онегин» П. И. Чайковский                                                                      | Ленский            |
| 2010 | Королевская Опера Валлонии в Льеже (Бельгия)                                                                              | «Борис Годунов» М. П. Мусоргский                                                               | Самозванец         |
| 2010 | Международный фестиваль в Сантандере (Испания)                                                                            | «Борис Годунов» М. П. Мусоргский                                                               | Самозванец         |
| 2010 | Бакинский международный фестиваль Мстислава Ростроповича (Баку)                                                           | «Кармен» Ж. Бизе                                                                               | Хозе               |
| 2011 | Международный оперный фестиваль в Мишкольце (Венгрия)                                                                     | «Риголетто» Дж. Верди                                                                          | Герцог             |
| 2014 | Международный оперный фестиваль имени Ф. И. Шаляпина (Казань)                                                             | «Борис Годунов» М. П. Мусоргский                                                               | Самозванец         |
| 2015 | Концертный зал Оденсе (Дания)                                                                                             | «Колокола» С. В. Рахманинов / дирижёр Александр Ведерников                                     | партия тенора      |
| 2015 | Клайпедский музыкальный театр (Литва)                                                                                     | «Кармен» Ж. Бизе                                                                               | Хозе               |
| 2016 | Резиденция/ Зал Геркулеса (Мюнхен)                                                                                        | «Колокола» С. В. Рахманинова / дирижёр Марис Янсонс                                            | партия тенора      |
| 2016 | Пражская государственная опера                                                                                            | «Иоланта» П. И. Чайковского (концертное исполнение)                                            | Водемон            |
| 2016 | Консертгебау (Амстердам)                                                                                                  | «Семён Котко» С. С. Прокофьев / дирижёр Владимир Юровский                                      | Семён Котко        |
| 2017 | XXXV Международный оперный фестиваль имени Ф. И. Шаляпина (Казань)                                                        | «Борис Годунов» М. П. Мусоргский                                                               | Самозванец         |
| 2017 | Х Зимний Международный фестиваль искусств Ю.Башмета (Сочи)                                                                | «Фантастическая Кармен» (авторская версия Ю. Башмета)                                          | Хозе               |
| 2017 | Зал Зернового рынка в Тулузе (Франция)                                                                                    | «Орлеанская дева» П. И. Чайковский / дирижёр Туган Сохиев (концертное исполнение)              | Карл VII           |
| 2017 | Парижская филармония (Франция)                                                                                            | «Орлеанская дева» П. И. Чайковский / дирижёр Туган Сохиев (концертное исполнение)              | Карл VII           |
| 2017 | Международный оперный фестиваль в Савонлинна                                                                              | «Иоланта» П. И. Чайковский / дирижёр Туган Сохиев                                              | Водемон            |
| 2018 | Шотландская Опера (Глазго, Великобритания)                                                                                | «Алеко» С. В. Рахманинов / дирижёр Стюарт Стратфорд (концертное исполнение)                    | Молодой цыган      |
| 2018 | Х Международный музыкальный фестиваль Ю.Башмета (Ярославль)                                                               | «Страсти по «Пиковой даме»» (авторская версия Ю. Башмета)                                      | Герман             |
| 2018 | Новый Национальный Театр Токио (Япония)                                                                                   | «Кармен» Ж. Бизе                                                                               | Хозе               |
| 2019 | Зал Зернового рынка в Тулузе (Франция)                                                                                    | «Пиковая дама» П. И. Чайковский / дирижёр Туган Сохиев (концертное исполнение)                 | Герман             |
| 2019 | Парижская филармония (Франция)                                                                                            | «Псковитянка» Н. А. Римский-Корсаков / дирижёр Туган Сохиев (концертное исполнение)            | Михайло Туча       |
| 2019 | Казахский государственный академический театр оперы и балета им. Абая (дебют)                                             | «Кармен» Ж. Бизе                                                                               | Хозе               |
| 2019 | Альберт-холл (Лондон, Великобритания)                                                                                     | «Колокола» С. В. Рахманинов                                                                    | партия тенора      |
| 2019 | Консертгебау (Амстердам, Нидерланды)                                                                                      | «Франческа да Римини» С. В. Рахманинов / дирижёр Станислав Кочановский (концертное исполнение) | Паоло              |
| 2019 | Сан-Карло (Неаполь, Италия), (дебют)                                                                                      | «Пиковая дама» П. И. Чайковский / дирижёр Juraj Valčuha                                        | Герман             |
| 2020 | Опера Ниццы (дебют) | «Пиковая дама» П. И. Чайковский                                                                | Герман             |
| 2020 | Челябинский театр оперы и балета (дебют)                                                                                  | «Пиковая дама» П. И. Чайковский                                                                | Герман             |
| 2021 | XXXIX Международный оперный фестиваль имени Ф. И. Шаляпина (Казань)                                                       | «Борис Годунов» М. П. Мусоргский                                                               | Самозванец         |
| 2021 | Татарский академический государственный театр оперы и балета имени Мусы Джалиля (Казань)                                  | «Пиковая дама» П. И. Чайковский                                                                | Герман             |
| 2022 | XL Международный оперный фестиваль имени Ф. И. Шаляпина (Казань)                                                          | «Пиковая дама» П. И. Чайковский                                                                | Герман             |
| 2022 | Татарский академический государственный театр оперы и балета имени Мусы Джалиля (Казань)                                  | «Пиковая дама» П. И. Чайковский                                                                | Герман             |
| 2023 | XLI Международный оперный фестиваль имени Ф. И. Шаляпина (Казань)                                                         | «Пиковая дама» П. И. Чайковский                                                                | Герман             |
| 2023 | XLI Международный оперный фестиваль имени Ф. И. Шаляпина (Казань)                                                         | «Борис Годунов» М. П. Мусоргский                                                               | Самозванец         |
| 2023 | XLI Международный оперный фестиваль имени Ф. И. Шаляпина (Казань)                                                         | Гала-концерт                                                                                   | арии               |
| 2023 | Татарский академический государственный театр оперы и балета имени Мусы Джалиля (Казань)                                  | «Пиковая дама» П. И. Чайковский                                                                | Герман             |
| 2024 | Мариинский театр (дебют)                                                                                                  | «Пиковая дама» П. И. Чайковский / дирижер Валерий Гергиев                                      | Герман             |
| 2024 | XLII Международный оперный фестиваль имени Ф. И. Шаляпина (Казань)                                                        | «Борис Годунов» М. П. Мусоргский                                                               | Самозванец         |
| 2024 | Мариинский театр | «Борис Годунов» М. П. Мусоргский                                                               | Самозванец         |

Гастролирует с концертными программами по городам России, по странам дальнего и ближнего зарубежья. Принимал участие в проектах Opera Yard.

## Дополнительные факты
- В 2011 году исполнил партию князя Фёдора Елецкого в премьере оперы А. В. Чайковского «Легенда о граде Ельце, деве Марии и Тамерлане». Впервые, в истории современной России, постановка оперы осуществлялась под открытым небом, на месте реальных исторических событий и на фоне естественных декораций правого берега Быстрой Сосны и Вознесенского собора города Ельца.[5]
- В июне/июле 2013 года исполнил партию Николая II в российской и московской премьере оратории «Государево дело», специально написанной А. В. Чайковским к 400-летию Дома Романовых.[6]
- Участвовал в двух выпусках передачи «Романтика романса» на канале «Культура» — «Сергею Лемешеву посвящается…» (2012)[7] и «Романс — душа моя» (2015).[8]
- В мае 2015 года на канале «Культура» в телепередаче «Билет в Большой» (эфир от 22.05.2015) вышел сюжет о певце.[9]
- В декабре 2015 года вместе с Максимом Пастером (в рамках проекта «Rock&Opera») исполнил арию Германа из оперы «Пиковая дама» в телепередаче «Что? Где? Когда?» (финал 2015 года).[10]
- 14 октября 2016 года принял участие в открытии III Музыкального фестиваля «Опера Live», исполнив партию Манрико из оперы Дж. Верди «Трубадур».[11]
- С 2022 года ведёт мастер-классы в Центре оперного пения Г. П. Вишневской.

## Награды и премии
- Заслуженный артист Российской Федерации (8 августа 2022 года) — за большой вклад в развитие отечественной культуры и искусства, многолетнюю плодотворную деятельность[12]
- Лауреат III премии конкурса «Тенора России» (2001 год)[13]
- Дипломант Международного конкурса вокалистов в Неаполе (2005 год, Италия)
- Лауреат премии Москвы в области литературы и искусства (август 2019) [14]
- Российская театральная премия «Золотая маска» - номинант 2020 (за сезон 2018/2019) опера/мужская роль – Принц/Жених в опере А. Дворжака «Русалка», Большой театр, Москва [15]